# Everything2
Az Everything2 (stilizáltan Everything2 vagy E2) egy kollaboratív online közösség, amely a felhasználók által beküldött írásos anyagok összekapcsolt adatbázisából áll. Az E2-t a minőség szempontjából moderálják, de nincs hivatalos irányelv a témák tekintetében. Az E2-n található írások témák és műfajok széles skáláját ölelik fel, beleértve enciklopédikus cikkeket, naplóbejegyzéseket (úgynevezett "daylogs"), verseket, humort és fikciót.

## Története

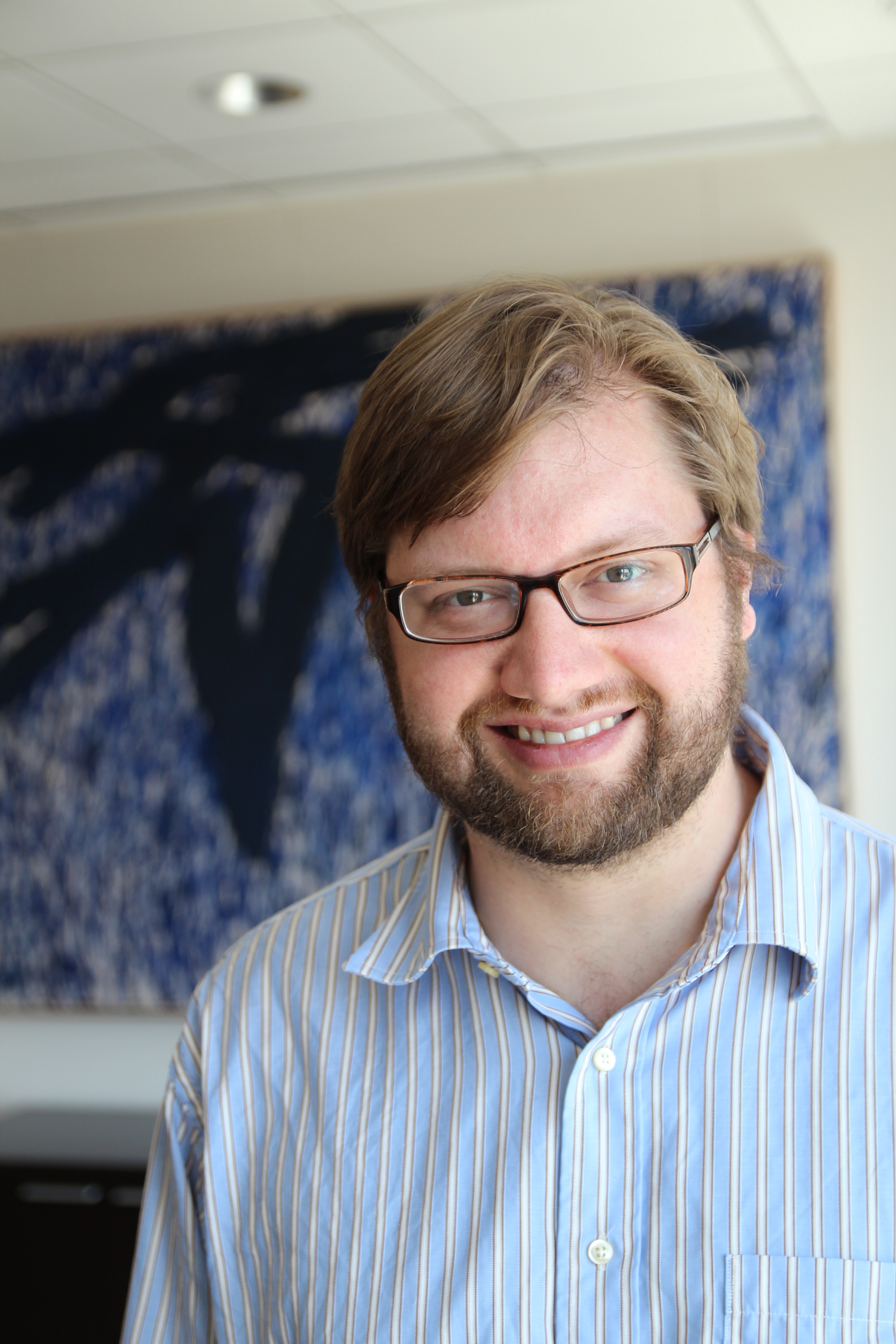
Nathan Oostendorp alapító 2012-ben

Az E2 elődje egy hasonló adatbázis volt, az Everything (később "Everything1" vagy "E1"), amelyet Nathan Oostendorp indított el 1998 márciusa körül, és kezdetben szorosan kapcsolódott a Slashdot nevű, technológiával kapcsolatos híroldalhoz, és azt népszerűsítette (a Holland Christian High Schoolba járt különböző kulcsemberek révén), sőt (akkoriban) néhány rendszergazdát is megosztottak. 
Az Everything2 szoftver jóval több funkciót kínált, és az Everything1 adatait kétszer is beépítették az E2-be: egyszer 1999. november 13-án, majd 2000 januárjában.
Az Everything2 szerver korábban a Slashdot szervereivel együtt üzemelt. Azonban valamivel azután, hogy az OSDN felvásárolta a Slashdotot, és áthelyezte a Slashdot szervereit, ez a tárhely rövid időn belül megszűnt. Ez azt eredményezte, hogy az Everything2 nagyjából 2003. november 6-tól december 9-ig nem volt elérhető. Az Everything2-t ezután egy ideig a Michigani Egyetem üzemeltette. Az Everything2 honlapja 2006. október 2-án így fogalmazott:
Most az Ann Arborban található Michigani Egyetemmel kötöttünk megállapodást. Az ő nagylelkűségüknek köszönhetően létezünk (amit, gondolom, a tudományos kíváncsiság motivál). Adtak nekünk néhány szervert, és ingyenesen működnek az internetszolgáltatónkként, és cserébe csak annyit kérnek, hogy ne jelenítsünk meg reklámokat.
Az Everything2 szervereit 2007 februárjában a közeli Michigan Állami Egyetemre költöztették.
Az E2 a Blockstackers Intergalactic vállalat magántulajdonában volt, de nem termel profitot, és a hosszú távú felhasználók úgy tekintenek rá, mint egy folyamatban lévő közös munkára. 2007 közepéig pénzadományokat és alkalmanként számítógépes hardvereket is elfogadott, de ezt már nem teszi. Néhány adminisztrátora kapcsolatban áll a Blockstackerszel, néhányan nem. Az oldal nem tekinthető demokráciának, és az, hogy a felhasználók milyen mértékben befolyásolják a döntéseket, a döntések jellegétől és a döntéseket meghozó adminisztrátoroktól függ. 2012. január 23-án bejelentették, hogy az oldalt Everything2 Media LLC néven eladták Jay Bonci veterán felhasználónak és programozónak.
Az E1-ben az írások mérete 512 bájtra volt korlátozva. Ez, valamint az akkori, túlnyomórészt „geek” tagság és a csevegési lehetőségek hiánya miatt a korai munkák gyakran rossz minőségűek voltak, és tele voltak önhivatkozó humorral. Ahogy az E2 bővült, szigorúbb minőségi elvárások alakultak ki, a régi anyagok nagy részét eltávolították, és a tagság érdeklődése szélesebb lett, bár kisebb létszámú. Sok tag inkább a Wikipédiához hasonló enciklopédikus cikkeket ír (sőt, néhányan aktívan hozzájárulnak mind az E2-hez, mind a Wikipédiához). Néhányan szépirodalmat vagy verseket írnak, néhányan témákat vitatnak meg, és néhányan napi naplót, úgynevezett „daylogot” írnak. A Wikipédiától eltérően az E2-n nincs kötelezően semleges nézőpont. 
A node-ok politikai meggyőződéséről készült nem hivatalos felmérés azt mutatja, hogy a felhasználói bázis politikailag inkább balra hajlik. Vannak azonban konzervatív hangok is, és bár a (politikai vagy nem politikai jellegű) vitákat ritkán tűrik meg, a politikai vagy kulturális spektrum bármely részéből származó, jól megformált álláspontokat igen.
Az E2 „Site Trajectory” szerint a forgalom a 2000. augusztusi 9976 újonnan létrehozott írásról a 2017. februári 93 új írásra esett vissza.

## Software
Az E2 a szabadon elérhető Everything Engine-en (ecore) fut, ami egy Perl-alapon íródott, MySQL adatbázist használó rendszer.